# メンフィス・タイガース

メンフィス・カラーのAACのロゴ

メンフィス・タイガース（Memphis Tigers）は、アメリカ合衆国テネシー州メンフィスに本部を置くメンフィス大学のスポーツ競技チーム。NCAAディビジョンIのアメリカン・アスレチック・カンファレンス（AAC）に加盟している。

## チーム名の由来
メンフィス大学の前身のメンフィス州立大学が1912年に初めてアメリカンフットボールのチームを編成した際はニックネームがなく、自分たちで「青と灰色の戦士」と称していた。
1914年のシーズン終了後に学内でパレードが行われた際、数人の学生が「We fight like Tigers!（トラのように戦う！）」と叫んだことで、「Tigers（タイガース）」というニックネームが使用されるようになった。ただし地元のメディアには浸透しておらず、新聞では以前と変わらず「青と灰色の戦士」と表記されていた。その後、1939年から大学により正式にニックネームとして認定された。

## マスコット
学内で飼育されているベンガルトラが公式マスコットになっている。学内で飼育しているトラをマスコットにしているのはアメリカ国内でもメンフィス大学、ルイジアナ州立大学の2校のみである。
1972年から学内での飼育が始まり、最初の個体がTOM（Tigers Of Memphis）と名付けられた。以降、世代が変わるごとにこの名を襲名している。3代目のTOMが2020年に死亡し、4代目は現在メンフィス動物園で飼育されている。この他に、パウンサーと呼ばれる着ぐるみのマスコットキャラクターも存在する。

## 競技チーム
| 男子スポーツ                            | 女子スポーツ     |
| --------------------------------------- | ---------------- |
| 野球                                    | バスケットボール |
| バスケットボール                        | クロスカントリー |
| クロスカントリー                        | ゴルフ           |
| フットボール                            | ライフル射撃     |
| ゴルフ                                  | サッカー         |
| ライフル射撃                            | ソフトボール     |
| サッカー                                | テニス           |
| テニス                                  | 陸上†            |
| 陸上†                                   | バレーボール     |
| †屋外競技チームと室内競技チームがある。 |                  |

## 著名な出身者

### 野球
- ダン・アグラ

### バスケットボール
- タイリーク・エバンス
- デリック・ローズ
- クリス・ダグラス＝ロバーツ
- ロドニー・カーニー
- ペニー・ハーダウェイ
- ロレンゼン・ライト
- エリオット・ペリー

### アメリカンフットボール
- スティーブン・ゴストコウスキー